# Czas Przeszły. Poznańskie Studia Historyczne
Czas Przeszły. Poznańskie Studia Historyczne – kwartalnik ukazujący się od 2014 roku w Poznaniu. Wydawcą jest Instytut Historii Uniwersytetu im. Adama Mickiewicza w Poznaniu. Publikowane są w nim: artykuły, źródła i komentarze, recenzje i artykuły recenzyjne.  